# Diego Figueiredo
Diego Figuiero (Franca, 1980. július 23. –), Grammy-díj jelölt (2019) brazil dzsesszgitáros.

## Pályafutása
Családjában anyai nagymamája zongorázott, apja pedig gitározott. Hatéves korától  mandolinozni tanult. Más hangszerekkel is kacérkodott, majd tizenkét évesen az elektromos gitár mellett döntött. Néhány hónapig a São Paulo melletti Tatuí Konzervatóriumot látogatta. Már tinédzserként szerepelt a brazil államok színházaiban és szórakozóhelyeiben.
Fellépett Gilberto Gil, João Bosco, Roberto Menescal, Toquinho, Belchior, Fafá de Belém, Angela Maria, Toninho Horta, Larry Coryell, Lewis Nash, John Clayton, Celine Rudolph és  mások mellett. Koncerteket adott a Hong Kong Jazz Fesztiválon, a Rio das Ostras Jazz Fesztiválon (Brazília), az Oakville Jazz Fesztiválon, a La Paz Festijazzon, a Koppenhágai Jazz Fesztiválon, a Douro Jazz (Portugália) és a Syracuse Jazz Fesztiválon.

## Lemezek
- 1999: Diego Figueiredo Group
- 2004: Segundas Intenções
- 2006: Autêntico
- 2007: El Colibri
- 2007: Hojas Secas
- 2008: Dadaiô
- 2008: Standards
- 2009: Ao Vivo
- 2009: Brazilian Accent
- 2009: Smile (com Cyrille Aimée)
- 2009: Vivência
- 2010: Zibididi
- 2011: Just the of us
- 2011: Vale de lobos
- 2012: Tempos bons
- 2013: Chorinho
- 2014: The Best Of Diego Figueiredo VOL I
- 2015: Duô
- 2015: The Best Of Diego Figueiredo VOL II
- 2016: Broken Bossa
- 2017: Violões Contemporâneos
- 2019: Organic
- 2019: Come Closer
- 2019: Amizade

## Díjak
- 2019: Grammy-díjra jelölt